# Loturile pentru Campionatul Mondial de Fotbal 1958
Mai jos sunt loturile pentru Campionatul Mondial de Fotbal 1958, organizat în Suedia.

## Grupa 1

### Germania de Vest
Antrenor principal: Sepp Herberger
| Nr. | Poz. | Jucător                 | Data nașterii (vârsta) | Selecții | Club                                            |
| --- | ---- | ----------------------- | ---------------------- | -------- | ----------------------------------------------- |
| 1   | P    | Fritz Herkenrath        | 9 septembrie 1928      | 15       | Rot-Weiss Essen                                 |
| 2   | F    | Herbert Erhardt         | 6 iulie 1930           | 17       | Greuther Fürth                                  |
| 3   | F    | Erich Juskowiak         | 7 septembrie 1926      | 20       | Düsseldorf                                      |
| 4   | M    | Horst Eckel             | 8 februarie 1932       | 27       | Kaiserslautern                                  |
| 5   | F    | Heinz Wewers            | 27 iulie 1927          | 11       | Rot-Weiss Essen                                 |
| 6   | M    | Horst Szymaniak         | 29 august 1934         | 9        | Fișier:600px Culori Wuppertaler.png Wuppertaler |
| 7   | F    | Georg Stollenwerk       | 19 decembrie 1930      | 8        | Köln                                            |
| 8   | A    | Helmut Rahn             | 16 august 1929         | 22       | Rot-Weiss Essen                                 |
| 9   | M    | Fritz Walter            | 31 octombrie 1920      | 56       | Kaiserslautern                                  |
| 10  | A    | Aki Schmidt             | 5 septembrie 1935      | 7        | Dortmund                                        |
| 11  | A    | Hans Schäfer (căpitan)  | 19 octombrie 1927      | 27       | Köln                                            |
| 12  | A    | Uwe Seeler              | 5 noiembrie 1936       | 4        | Hamburg                                         |
| 13  | A    | Bernhard Klodt          | 26 octombrie 1926      | 16       | Schalke 04                                      |
| 14  | A    | Hans Cieslarczyk        | 3 mai 1937             | 3        | SV Sodingen                                     |
| 15  | A    | Alfred Kelbassa         | 21 aprilie 1925        | 5        | Dortmund                                        |
| 16  | A    | Hans Sturm              | 3 septembrie 1935      | 1        | Köln                                            |
| 17  | F    | Karl-Heinz Schnellinger | 31 martie 1939         | 1        | SG Düren 99                                     |
| 18  | M    | Rudi Hoffmann*          | 11 februarie 1935      | 1        | Stuttgart                                       |
| 19  | M    | Wolfgang Peters*        | 8 ianuarie 1929        | 1        | Dortmund                                        |
| 20  | F    | Hermann Nuber*          | 10 octombrie 1935      | 0        | Offenbach                                       |
| 21  | P    | Günter Sawitzki*        | 22 noiembrie 1932      | 4        | Stuttgart                                       |
| 22  | P    | Heinz Kwiatkowski       | 16 iulie 1926          | 3        | Dortmund                                        |

- Jucătorii cu nr. 18-21 nu au făcut deplasarea spre Suedia.

### Irlanda de Nord
Antrenor principal: Peter Doherty
| Nr. | Poz. | Jucător                      | Data nașterii (vârsta) | Selecții | Club              |
| --- | ---- | ---------------------------- | ---------------------- | -------- | ----------------- |
| 1   | P    | Harry Gregg                  | 25 octombrie 1932      |          | Manchester United |
| 2   | F    | Willie Cunningham            | 20 februarie 1930      |          | Leicester         |
| 3   | F    | Alf McMichael                | 1 octombrie 1927       |          | Newcastle         |
| 4   | M    | Danny Blanchflower (căpitan) | 10 februarie 1926      |          | Tottenham         |
| 5   | F    | Dick Keith                   | 15 mai 1933            |          | Newcastle         |
| 6   | M    | Bertie Peacock               | 29 septembrie 1928     |          | Celtic            |
| 7   | A    | Billy Bingham                | 5 august 1931          |          | Sunderland        |
| 8   | A    | Wilbur Cush                  | 10 iunie 1928          |          | Leeds United      |
| 9   | A    | Billy Simpson                | 12 decembrie 1929      |          | Rangers           |
| 10  | A    | Jimmy McIlroy                | 25 octombrie 1931      |          | Burnley           |
| 11  | A    | Peter McParland              | 25 aprilie 1934        |          | Aston Villa       |
| 12  | P    | Norman Uprichard             | 20 aprilie 1928        |          | Portsmouth        |
| 13  | A    | Tommy Casey                  | 11 martie 1930         |          | Newcastle         |
| 14  | A    | Jackie Scott                 | 22 decembrie 1933      |          | Grimsby Town      |
| 15  | A    | Sammy McCrory                | 11 octombrie 1924      |          | Southend United   |
| 16  | A    | Derek Dougan                 | 20 ianuarie 1938       |          | Portsmouth        |
| 17  | A    | Fay Coyle                    | 1 aprilie 1933         |          | Nottingham Forest |
| 18  | P    | Roy Rea*                     | 28 noiembrie 1934      |          | Glenavon FC       |
| 19  | F    | Len Graham*                  | 17 octombrie 1925      |          | Doncaster         |
| 20  | M    | Sammy Chapman*               | 16 februarie 1938      |          | Portsmouth        |
| 21  | F    | Tommy Hamill*                | 10 iulie 1933          |          | Linfield FC       |
| 22  | A    | Bobby Trainor*               |                        |          | Coleraine FC      |

- Jucătorii cu nr. 18-22 nu au făcut deplasarea spre Suedia.

### Cehoslovacia
Antrenor principal: Karel Kolský
| Nr. | Poz. | Jucător                  | Data nașterii (vârsta) | Selecții | Club                |
| --- | ---- | ------------------------ | ---------------------- | -------- | ------------------- |
| 1   | P    | Imrich Stacho            | 4 noiembrie 1931       | 13       | Spartak Trnava      |
| 2   | F    | Gustav Mráz              | 11 septembrie 1934     | 2        | Inter Bratislava    |
| 3   | M    | Jiří Čadek               | 7 decembrie 1935       | 2        | Dukla Praga         |
| 4   | F    | Ladislav Novák (căpitan) | 5 decembrie 1930       | 33       | Dukla Praga         |
| 5   | M    | Josef Masopust           | 9 februarie 1931       | 18       | Dukla Praga         |
| 6   | F    | Svatopluk Pluskal        | 28 octombrie 1930      | 19       | Dukla Praga         |
| 7   | A    | Kazimír Gajdoš           | 28 martie 1934         | 4        | Inter Bratislava    |
| 8   | A    | Milan Dvořák             | 19 noiembrie 1934      | 6        | Dukla Praga         |
| 9   | A    | Pavol Molnár             | 13 februarie 1936      | 7        | Inter Bratislava    |
| 10  | A    | Jaroslav Borovička       | 26 ianuarie 1931       | 15       | Dukla Praga         |
| 11  | A    | Tadeáš Kraus             | 22 octombrie 1932      | 21       | Sparta Praga        |
| 12  | A    | Zdeněk Zikán             | 10 noiembrie 1937      | 1        | Dukla Pardubice     |
| 13  | A    | Václav Hovorka           | 19 septembrie 1931     | 1        | Slavia Praga        |
| 14  | A    | Jiří Feureisl            | 3 octombrie 1931       | 8        | Slavia Karlovy Vary |
| 15  | A    | Jan Hertl                | 23 ianuarie 1929       | 22       | Sparta Praga        |
| 16  | F    | Ján Popluhár             | 12 septembrie 1935     | 0        | Slovan Bratislava   |
| 17  | F    | Titus Buberník           | 12 octombrie 1933      | 0        | Inter Bratislava    |
| 18  | M    | Adolf Scherer            | 5 mai 1938             | 0        | Inter Bratislava    |
| 19  | P    | Břetislav Dolejší        | 26 septembrie 1928     | 13       | Slavia Praga        |
| 20  | M    | Anton Moravčík           | 3 iunie 1931           | 19       | Slovan Bratislava   |
| 21  | F    | František Šafránek       | 2 ianuarie 1931        | 13       | Dukla Praga         |
| 22  | P    | Viliam Schrojf           | 2 august 1931          | 7        | Slovan Bratislava   |

### Argentina
Antrenor principal: Guillermo Stábile
| Nr. | Poz. | Jucător                  | Data nașterii (vârsta) | Selecții | Club            |
| --- | ---- | ------------------------ | ---------------------- | -------- | --------------- |
| 1   | P    | Amadeo Carrizo           | 12 mai 1926            |          | River Plate     |
| 2   | M    | Pedro Dellacha (căpitan) | 9 iulie 1926           |          | Racing Club     |
| 3   | F    | Federico Vairo           | 27 ianuarie 1931       |          | River Plate     |
| 4   | F    | Juan Francisco Lombardo  | 11 iunie 1925          |          | Boca Juniors    |
| 5   | F    | Néstor Rossi             | 10 mai 1925            |          | River Plate     |
| 6   | M    | José Varacka             | 27 mai 1932            |          | Independiente   |
| 7   | A    | Omar Oreste Corbatta     | 11 martie 1936         |          | Racing Club     |
| 8   | A    | Eliseo Prado             | 17 septembrie 1929     |          | River Plate     |
| 9   | A    | Norberto Menéndez        | 14 decembrie 1936      |          | River Plate     |
| 10  | A    | Alfredo Rojas            | 20 februarie 1937      |          | Lanús           |
| 11  | A    | Ángel Labruna            | 28 septembrie 1918     |          | River Plate     |
| 12  | P    | Julio Musimessi          | 9 iulie 1924           |          | Boca Juniors    |
| 13  | F    | Alfredo Pérez            | 10 aprilie 1929        |          | River Plate     |
| 14  | F    | Federico Edwards         | 25 ianuarie 1931       |          | Boca Juniors    |
| 15  | F    | David Acevedo            | 20 februarie 1937      |          | Independiente   |
| 16  | M    | Eliseo Mouriño           | 3 iunie 1927           |          | Boca Juniors    |
| 17  | F    | José Ramos Delgado       | 25 august 1935         |          | Lanús           |
| 18  | A    | Norberto Boggio          | 11 august 1931         |          | San Lorenzo     |
| 19  | A    | Ludovico Avio            | 6 octombrie 1932       |          | Vélez Sársfield |
| 20  | A    | Ricardo Infante          | 21 iunie 1924          |          | Estudiantes     |
| 21  | A    | José Sanfilippo          | 4 mai 1935             |          | San Lorenzo     |
| 22  | A    | Osvaldo Cruz             | 29 mai 1931            |          | Independiente   |

## Grupa 2

### Franța
Antrenor principal: Paul Nicolas
| Nr. | Poz. | Jucător                | Data nașterii (vârsta) | Selecții | Club         |
| --- | ---- | ---------------------- | ---------------------- | -------- | ------------ |
| 1   | P    | Claude Abbes           | 24 mai 1927            | 3        | Etienne      |
| 2   | P    | Dominique Colonna      | 4 septembrie 1928      | 3        | Reims        |
| 3   | P    | François Remetter      | 8 august 1928          | 23       | Bordeaux     |
| 4   | F    | Raymond Kaelbel        | 31 ianuarie 1932       | 17       | Monaco       |
| 5   | F    | André Lerond           | 6 decembrie 1930       | 4        | Lyon         |
| 6   | F    | Roger Marche (căpitan) | 5 martie 1924          | 55       | RC Paris     |
| 7   | F    | Robert Mouynet         | 25 martie 1930         | 0        | Lyon         |
| 8   | M    | Bernard Chiarelli      | 24 februarie 1934      | 1        | Valenciennes |
| 9   | M    | Kazimir Hnatow         | 9 ianuarie 1929        | 0        | Angers       |
| 10  | M    | Robert Jonquet         | 3 mai 1925             | 46       | Reims        |
| 11  | M    | Maurice Lafont         | 13 septembrie 1927     | 0        | Nimes        |
| 12  | M    | Jean-Jacques Marcel    | 13 iunie 1931          | 25       | Marseille    |
| 13  | F    | Armand Penverne        | 26 noiembrie 1926      | 26       | Reims        |
| 14  | M    | Raymond Bellot         | 9 iunie 1929           | 0        | Monaco       |
| 15  | A    | Stéphane Bruey         | 11 decembrie 1932      | 2        | Angers       |
| 16  | A    | Yvon Douis             | 16 mai 1935            | 3        | Lille        |
| 17  | A    | Just Fontaine          | 18 iulie 1933          | 5        | Reims        |
| 18  | M    | Raymond Kopa           | 13 octombrie 1931      | 24       | Real Madrid  |
| 19  | M    | Célestin Oliver        | 12 iulie 1930          | 5        | Sedan        |
| 20  | A    | Roger Piantoni         | 26 decembrie 1931      | 25       | Reims        |
| 21  | A    | Jean Vincent           | 29 noiembrie 1930      | 22       | Reims        |
| 22  | A    | Maryan Wisnieski       | 1 februarie 1937       | 9        | Lens         |

### Iugoslavia
Antrenor principal: Aleksandar Tirnanić
| Nr. | Poz. | Jucător                | Data nașterii (vârsta) | Selecții | Club             |
| --- | ---- | ---------------------- | ---------------------- | -------- | ---------------- |
| 1   | P    | Vladimir Beara         | 2 noiembrie 1928       | 53       | Steaua Roșie     |
| 2   | P    | Srboljub Krivokuća     | 14 martie 1928         | 4        | Vojvodina        |
| 3   | F    | Vasilije Šijaković     | 2 august 1929          | 3        | OFK Belgrad      |
| 4   | M    | Tomislav Crnković      | 17 iunie 1929          | 38       | Dinamo Zagreb    |
| 5   | F    | Novak Tomić            | 7 ianuarie 1936        | 0        | Steaua Roșie     |
| 6   | F    | Branko Zebec (căpitan) | 17 mai 1929            | 48       | Partizan         |
| 7   | A    | Miloš Milutinović      | 5 februarie 1933       | 30       | Partizan         |
| 8   | M    | Dobrosav Krstić        | 5 februarie 1932       | 22       | Vojvodina        |
| 9   | M    | Vujadin Boškov         | 16 mai 1931            | 53       | Vojvodina        |
| 10  | M    | Ivan Šantek            | 23 aprilie 1932        | 5        | Dinamo Zagreb    |
| 11  | F    | Vladimir Popović       | 17 martie 1935         | 1        | Steaua Roșie     |
| 12  | A    | Aleksandar Petaković   | 6 august 1932          | 11       | Radnicki Belgrad |
| 13  | A    | Todor Veselinović      | 22 octombrie 1930      | 26       | Vojvodina        |
| 14  | F    | Milorad Milutinović    | 5 februarie 1933       |          | Partizan         |
| 15  | M    | Dragoslav Šekularac    | 8 noiembrie 1937       | 5        | Steaua Roșie     |
| 16  | A    | Ilijas Pašić           | 10 mai 1934            | 7        | FK Željezničar   |
| 17  | M    | Zdravko Rajkov         | 5 decembrie 1927       | 24       | Vojvodina        |
| 18  | A    | Luka Lipošinović       | 12 mai 1932            | 6        | Dinamo Zagreb    |
| 19  | A    | Radivoje Ognjanović    | 1 iulie 1933           | 1        | Radnicki Belgrad |
| 20  | P    | Gordan Irović          | 2 iulie 1934           | 0        | Dinamo Zagreb    |
| 21  | F    | Nikola Radović         | 20 octombrie 1932      | 3        | Steaua Roșie     |
| 22  | A    | Dražan Jerković        | 6 august 1936          | 0        | Dinamo Zagreb    |

### Paraguay
Antrenor principal: Aurelio González
| Nr. | Poz. | Jucător                        | Data nașterii (vârsta) | Selecții | Club                |
| --- | ---- | ------------------------------ | ---------------------- | -------- | ------------------- |
| 1   | P    | Ramón Mayeregger               | 26 februarie 1934      |          | Club Nacional       |
| 2   | F    | Edelmiro Arévalo               | 7 ianuarie 1929        |          | Olimpia             |
| 3   | M    | Juan Vicente Lezcano           | 5 aprilie 1937         |          | Olimpia             |
| 4   | F    | Ignacio Achúcarro              | 31 iulie 1936          |          | Olimpia             |
| 5   | M    | Salvador Villalba              | 29 august 1924         |          | Club Libertad       |
| 6   | F    | Eligio Echagüe                 | 31 decembrie 1938      |          | Olimpia             |
| 7   | A    | Juan Bautista Agüero (căpitan) | 24 iunie 1935          |          | Olimpia             |
| 8   | A    | José Parodi                    | 30 august 1932         |          | Olimpia             |
| 9   | A    | Jorge Lino Romero              | 23 septembrie 1937     |          | Club Sol de América |
| 10  | A    | Oscar Aguilera                 | 11 martie 1935         |          | Olimpia             |
| 11  | A    | Florencio Amarilla             | 3 ianuarie 1935        |          | Club Nacional       |
| 12  | P    | Samuel Aguilar                 | 16 martie 1933         |          | Club Libertad       |
| 13  | F    | Luis Gini                      | 31 octombrie 1935      |          | Club Sol de América |
| 14  | F    | Darío Segovia                  | 18 martie 1932         |          | Club Sol de América |
| 15  | M    | Luis Santos Silva              |                        |          | Cerro Porteño       |
| 16  | A    | Claudio Lezcano                |                        |          | Olimpia             |
| 17  | F    | Agustín Miranda                | 1 ianuarie 1930        |          | Cerro Porteño       |
| 18  | A    | Gilberto Penayo                | 3 aprilie 1933         |          | Club Sol de América |
| 19  | A    | Eliseo Insfrán                 | 27 octombrie 1935      |          | Club Guaraní        |
| 20  | A    | José Raúl Aveiro               | 18 iulie 1936          |          | Sportivo Luqueño    |
| 21  | A    | Cayetano Ré                    | 7 februarie 1938       |          | Cerro Porteño       |
| 22  | A    | Eligio Insfrán                 | 27 octombrie 1935      |          | Club Guaraní        |

### Scoția
Antrenor principal: Dawson Walker
| Nr. | Poz. | Jucător                 | Data nașterii (vârsta) | Selecții | Club              |
| --- | ---- | ----------------------- | ---------------------- | -------- | ----------------- |
| 1   | P    | Tommy Younger (căpitan) | 10 aprilie 1930        | 22       | Liverpool         |
| 2   | F    | Tommy Docherty          | 24 august 1928         | 22       | Preston           |
| 3   | F    | Alex Parker             | 2 august 1935          | 14       | Everton           |
| 4   | F    | Eric Caldow             | 14 mai 1934            | 10       | Rangers           |
| 5   | F    | John Hewie              | 13 decembrie 1927      | 12       | Charlton          |
| 6   | M    | Harry Haddock           | 26 iulie 1925          | 6        | Clyde FC          |
| 7   | F    | Ian McColl              | 7 iunie 1927           | 14       | Rangers           |
| 8   | A    | Eddie Turnbull          | 12 aprilie 1923        | 5        | Hibernian         |
| 9   | M    | Bobby Evans             | 16 iulie 1927          | 34       | Celtic            |
| 10  | M    | Doug Cowie              | 1 mai 1926             | 18       | Dundee FC         |
| 11  | M    | Dave Mackay             | 14 noiembrie 1934      | 1        | Hearts            |
| 12  | P    | Bill Brown              | 8 octombrie 1931       | 0        | Dundee FC         |
| 13  | F    | Sammy Baird             | 13 mai 1930            | 6        | Rangers           |
| 14  | F    | Graham Leggat           | 20 iunie 1934          | 5        | Aberdeen          |
| 15  | A    | Alex Scott              | 22 noiembrie 1937      | 5        | Rangers           |
| 16  | A    | Jimmy Murray            | 4 februarie 1933       | 3        | Hearts            |
| 17  | M    | Jackie Mudie            | 10 aprilie 1930        | 14       | Blackpool         |
| 18  | A    | John Coyle              | 28 septembrie 1932     | 0        | Clyde FC          |
| 19  | M    | Bobby Collins           | 16 februarie 1931      | 19       | Celtic            |
| 20  | A    | Archie Robertson        | 15 septembrie 1929     | 4        | Clyde FC          |
| 21  | M    | Stewart Imlach          | 6 ianuarie 1932        | 2        | Nottingham Forest |
| 22  | A    | Willie Fernie           | 22 noiembrie 1928      | 11       | Celtic            |

## Grupa 3

### Suedia
Antrenor principal:  George Raynor
| Nr. | Poz. | Jucător                 | Data nașterii (vârsta) | Selecții | Club         |
| --- | ---- | ----------------------- | ---------------------- | -------- | ------------ |
| 1   | P    | Kalle Svensson          | 11 noiembrie 1925      | 67       | Helsingborgs |
| 2   | F    | Orvar Bergmark          | 16 noiembrie 1930      | 37       | Örebro       |
| 3   | F    | Sven Axbom              | 15 octombrie 1926      | 16       | Norrköping   |
| 4   | M    | Nils Liedholm (căpitan) | 8 octombrie 1922       | 18       | Milan        |
| 5   | M    | Åke Johansson           | 19 martie 1928         | 16       | Norrköping   |
| 6   | M    | Sigge Parling           | 26 martie 1930         | 11       | Djurgårdens  |
| 7   | A    | Kurt Hamrin             | 19 noiembrie 1934      | 20       | Padova       |
| 8   | A    | Gunnar Gren             | 31 octombrie 1920      | 49       | Örgryte      |
| 9   | A    | Agne Simonsson          | 19 octombrie 1935      | 3        | Örgryte      |
| 10  | A    | Arne Selmosson          | 29 martie 1931         | 1        | Lazio        |
| 11  | A    | Lennart Skoglund        | 24 decembrie 1929      | 4        | Inter Milano |
| 12  | P    | Tore Svensson           | 6 decembrie 1927       | 1        | Malmö        |
| 13  | F    | Prawitz Öberg           | 16 noiembrie 1930      | 2        | Malmö        |
| 14  | M    | Bengt Gustavsson        | 15 ianuarie 1928       | 42       | Atalanta     |
| 15  | M    | Reino Börjesson         | 4 februarie 1929       | 3        | Norrby IF    |
| 16  | P    | Ingemar Haraldsson      | 3 februarie 1928       | 0        | Elfsborg     |
| 17  | M    | Olle Håkansson          | 22 februarie 1927      | 7        | Norrköping   |
| 18  | A    | Gösta Löfgren           | 29 august 1923         | 38       | Motala AIF   |
| 19  | A    | Henry Källgren          | 13 martie 1931         | 5        | Norrköping   |
| 20  | A    | Bror Mellberg           | 9 decembrie 1923       | 3        | AIK Solna    |
| 21  | A    | Bengt Berndtsson        | 26 ianuarie 1933       | 4        | Göteborg     |
| 22  | A    | Ove Olsson              | 19 august 1938         | 1        | Göteborg     |

### Țara Galilor
Antrenor principal: Jimmy Murphy
Note: Swansea Town (now Swansea City) and Cardiff City are Welsh clubs that play in the English football league system.
| Nr. | Poz. | Jucător           | Data nașterii (vârsta) | Selecții | Club              |
| --- | ---- | ----------------- | ---------------------- | -------- | ----------------- |
| 1   | P    | Jack Kelsey       | 19 noiembrie 1929      |          | Arsenal           |
| 2   | F    | Stuart Williams   | 9 iulie 1930           |          | West Bromwich     |
| 3   | F    | Mel Hopkins       | 7 noiembrie 1934       |          | Tottenham         |
| 4   | F    | Derrick Sullivan  | 10 august 1930         |          | Cardiff           |
| 5   | M    | Mel Charles       | 14 mai 1935            |          | Swansea           |
| 6   | M    | Dave Bowen (C)    | 7 iunie 1928           |          | Arsenal           |
| 7   | A    | Terry Medwin      | 25 septembrie 1932     |          | Tottenham         |
| 8   | A    | Ron Hewitt        | 21 iunie 1928          |          | Cardiff           |
| 9   | A    | John Charles      | 27 decembrie 1931      |          | Juventus          |
| 10  | A    | Ivor Allchurch    | 16 octombrie 1929      |          | Swansea           |
| 11  | A    | Cliff Jones       | 7 februarie 1935       |          | Tottenham         |
| 12  | P    | Ken Jones         | 2 ianuarie 1936        |          | Cardiff           |
| 13  | P    | Graham Vearncombe | 28 martie 1934         |          | Cardiff           |
| 14  | F    | Trevor Edwards    | 24 ianuarie 1937       |          | Charlton          |
| 15  | F    | Colin Baker       | 18 decembrie 1934      |          | Cardiff           |
| 16  | M    | Vic Crowe         | 31 ianuarie 1932       |          | Aston Villa       |
| 17  | A    | Ken Leek          | 26 iulie 1935          |          | Leicester         |
| 18  | A    | Roy Vernon        | 14 aprilie 1937        |          | Blackburn Rovers  |
| 19  | A    | Colin Webster     | 17 iulie 1932          |          | Manchester United |
| 20  | M    | John Elsworthy    | 26 iulie 1931          |          | Ipswich           |
| 21  | M    | Len Allchurch     | 12 septembrie 1933     |          | Swansea           |
| 22  | M    | George Baker      | 6 aprilie 1934         |          | Plymouth          |

### Ungaria
Antrenor principal: Lajos Baróti
| Nr. | Poz. | Jucător                    | Data nașterii (vârsta) | Selecții | Club             |
| --- | ---- | -------------------------- | ---------------------- | -------- | ---------------- |
| 1   | P    | Gyula Grosics              | 4 februarie 1926       | 52       | FC Tatabánya     |
| 2   | F    | Sándor Mátrai              | 20 noiembrie 1932      | 10       | Ferencváros      |
| 3   | F    | Ferenc Sipos               | 13 decembrie 1932      | 7        | MTK Budapesta    |
| 4   | F    | László Sárosi              | 27 februarie 1932      | 5        | Vasas SC         |
| 5   | F    | József Bozsik              | 28 noiembrie 1925      | 88       | Honvéd Budapesta |
| 6   | M    | Pál Berendi                | 30 noiembrie 1932      | 15       | Vasas SC         |
| 7   | M    | László Budai               | 19 iulie 1928          | 31       | Honvéd Budapesta |
| 8   | A    | Lajos Tichy                | 21 martie 1935         | 19       | Honvéd Budapesta |
| 9   | A    | Nándor Hidegkuti (căpitan) | 3 martie 1922          | 67       | MTK Budapesta    |
| 10  | A    | Dezső Bundzsák             | 3 mai 1928             | 6        | Vasas SC         |
| 11  | A    | Károly Sándor              | 29 noiembrie 1928      | 29       | MTK Budapesta    |
| 12  | F    | Béla Kárpáti               | 30 septembrie 1929     | 17       | Vasas SC         |
| 13  | F    | Oszkár Szigeti             | 1933                   | 1        | Diósgyőri VTK    |
| 14  | A    | Ferenc Szojka              | 7 aprilie 1931         | 23       | Salgótarjáni BTC |
| 15  | M    | Antal Kotász               | 1 septembrie 1929      | 15       | Honvéd Budapesta |
| 16  | A    | László Lachos              |                        | 0        | FC Tatabánya     |
| 17  | A    | Mihály Vasas               | 1933                   | 1        | Salgótarjáni BTC |
| 18  | A    | Tivadar Monostori          | 24 august 1936         | 1        | Dorogi FC        |
| 19  | A    | Zoltán Friedmanszky        |                        | 0        | Ferencváros      |
| 20  | A    | József Bencsics            | 6 august 1933          | 1        | Újpest           |
| 21  | A    | Máté Fenyvesi              | 20 septembrie 1933     | 18       | Ferencváros      |
| 22  | P    | István Ilku                | 6 martie 1933          | 4        | Dorogi FC        |

### Mexic
Antrenor principal:  Antonio López Herranz
| Nr. | Poz. | Jucător                     | Data nașterii (vârsta) | Selecții | Club          |
| --- | ---- | --------------------------- | ---------------------- | -------- | ------------- |
| 1   | P    | Antonio Carbajal (căpitan)  | 7 iunie 1929           |          | Club León     |
| 2   | F    | Jesús del Muro              | 30 noiembrie 1937      |          | Atlas         |
| 3   | M    | Jorge Romo                  | 20 aprilie 1934        |          | Toluca        |
| 4   | F    | José Villegas               | 20 iunie 1934          |          | Guadalajara   |
| 5   | F    | Alfonso Portugal            | 21 ianuarie 1934       |          | Necaxa        |
| 6   | M    | Francisco Flores            | 12 februarie 1926      |          | Guadalajara   |
| 7   | M    | Alfredo Hernández           | 18 iunie 1935          |          | Club León     |
| 8   | A    | Salvador Reyes              | 20 septembrie 1936     |          | Guadalajara   |
| 9   | A    | Carlos Calderón de la Barca | 2 octombrie 1934       |          | Atlante       |
| 10  | A    | Crescencio Gutiérrez        | 26 octombrie 1933      |          | Guadalajara   |
| 11  | A    | Enrique Sesma               | 22 aprilie 1927        |          | Toluca        |
| 12  | P    | Manuel Camacho              | 29 aprilie 1929        |          | Toluca        |
| 13  | P    | Jaime Gómez                 | 29 decembrie 1929      |          | Guadalajara   |
| 14  | A    | Miguel Gutiérrez            | 7 mai 1931             |          | Atlas         |
| 15  | M    | Guillermo Sepúlveda         | 28 februarie 1934      |          | Guadalajara   |
| 16  | F    | José Antonio Roca           | 24 mai 1928            |          | CD Zacatepec  |
| 17  | F    | Raúl Cárdenas               | 30 octombrie 1928      |          | CD Zacatepec  |
| 18  | M    | Jaime Salazar               | 6 februarie 1931       |          | Necaxa        |
| 19  | F    | Jaime Belmonte              | 8 octombrie 1934       |          | CD Cuautla    |
| 20  | A    | Carlos Blanco               | 5 martie 1928          |          | Toluca        |
| 21  | A    | Ligorio López               | 18 august 1928         |          | Club Irapuato |
| 22  | A    | Carlos González             | 12 aprilie 1935        |          | Atlas         |

## Grupa 4

### Brazilia
Antrenor principal: Vicente Feola
| Nr. | Poz. | Jucător                      | Data nașterii (vârsta) | Selecții | Club                 |
| --- | ---- | ---------------------------- | ---------------------- | -------- | -------------------- |
| 1   | P    | Carlos José Castilho         | 27 noiembrie 1927      | 20       | Fluminense           |
| 2   | F    | Hilderaldo Bellini (căpitan) | 7 iunie 1930           | 8        | Vasco da Gama        |
| 3   | P    | Gilmar                       | 22 august 1930         | 31       | Corinthians          |
| 4   | F    | Djalma Santos                | 27 februarie 1929      | 47       | Portuguesa           |
| 5   | M    | Dino Sani                    | 23 mai 1932            | 5        | São Paulo            |
| 6   | M    | Didi                         | 8 octombrie 1929       | 41       | Botafogo RJ          |
| 7   | A    | Mário Zagallo                | 9 august 1931          | 3        | Flamengo             |
| 8   | M    | Oreco                        | 13 iunie 1932          | 9        | Corinthians          |
| 9   | M    | Zózimo                       | 19 iunie 1932          | 26       | Bangu Atlético Clube |
| 10  | A    | Pelé                         | 23 octombrie 1940      | 5        | Santos               |
| 11  | A    | Garrincha                    | 28 octombrie 1933      | 8        | Botafogo RJ          |
| 12  | F    | Nílton Santos                | 16 mai 1927            | 46       | Botafogo RJ          |
| 13  | M    | Moacir                       | 18 mai 1936            | 5        | Flamengo             |
| 14  | F    | De Sordi                     | 14 februarie 1931      | 14       | São Paulo            |
| 15  | F    | Orlando                      | 20 septembrie 1935     | 1        | Vasco da Gama        |
| 16  | F    | Mauro Ramos                  | 30 august 1930         | 10       | São Paulo            |
| 17  | A    | Joel Antônio Martins         | 11 noiembrie 1931      | 11       | Flamengo             |
| 18  | A    | Mazzola                      | 24 iulie 1938          | 5        | Palmeiras            |
| 19  | M    | Zito                         | 18 august 1932         | 3        | Santos               |
| 20  | A    | Vavá                         | 12 noiembrie 1934      | 3        | Vasco da Gama        |
| 21  | A    | Dida                         | 26 martie 1934         | 3        | Flamengo             |
| 22  | A    | Pepe                         | 25 februarie 1935      | 11       | Santos               |

### Uniunea Sovietică
Antrenor principal: Gavriil Kachalin
| Nr. | Poz. | Jucător                   | Data nașterii (vârsta) | Selecții | Club            |
| --- | ---- | ------------------------- | ---------------------- | -------- | --------------- |
| 1   | P    | Lev Yashin                | 22 octombrie 1929      | 22       | Dinamo Mos.     |
| 2   | F    | Vladimir Kesarev          | 26 februarie 1930      | 2        | Dinamo Mos.     |
| 3   | M    | Konstantin Krizhevsky     | 20 februarie 1926      | 9        | Dinamo Mos.     |
| 4   | F    | Boris Kuznetsov           | 14 iulie 1928          | 15       | Dinamo Mos.     |
| 5   | F    | Yuri Voinov               | 29 noiembrie 1931      | 9        | Dinamo Kiev     |
| 6   | A    | Igor Netto                | 9 ianuarie 1930        | 30       | Spartak Moscova |
| 7   | A    | German Apukhtin           | 12 iunie 1936          | 2        | CSKA Moscova    |
| 8   | A    | Valentin Ivanov           | 19 noiembrie 1934      | 15       | Torpedo Mos.    |
| 9   | A    | Nikita Simonyan (căpitan) | 12 octombrie 1926      | 13       | Spartak Moscova |
| 10  | A    | Sergei Salnikov           | 13 septembrie 1925     | 17       | Spartak Moscova |
| 11  | A    | Anatoli Ilyin             | 27 iunie 1931          | 22       | Spartak Moscova |
| 12  | P    | Vladimir Maslachenko      | 5 martie 1936          | 0        | Lokomotiv Mos.  |
| 13  | P    | Vladimir Belyayev         | 15 septembrie 1933     | 2        | Dinamo Mos.     |
| 14  | F    | Leonid Ostrovskiy         | 17 ianuarie 1936       | 0        | Torpedo Mos.    |
| 15  | F    | Anatoli Maslyonkin        | 26 iunie 1930          | 8        | Spartak Moscova |
| 16  | M    | Viktor Tsarev             | 2 iunie 1931           | 1        | Dinamo Mos.     |
| 17  | A    | Aleksandr Ivanov          | 14 aprilie 1928        | 0        | Zenit           |
| 18  | A    | Valentin Bubukin          | 23 aprilie 1933        | 0        | Lokomotiv Mos.  |
| 19  | A    | Gennadi Gusarov           | 11 martie 1937         | 0        | Torpedo Mos.    |
| 20  | A    | Yuri Falin                | 2 aprilie 1937         | 1        | Torpedo Mos.    |
| 21  | A    | Genrich Fedosov           | 6 decembrie 1932       | 1        | Dinamo Mos.     |
| 22  | F    | Vladimir Yerokhin         | 10 aprilie 1930        | 0        | Dinamo Kiev     |

### Anglia
Antrenor principal: Walter Winterbottom
| Nr. | Poz. | Jucător                | Data nașterii (vârsta) | Selecții | Club              |
| --- | ---- | ---------------------- | ---------------------- | -------- | ----------------- |
| 1   | P    | Colin McDonald         | 15 octombrie 1930      | 1        | Burnley           |
| 2   | F    | Don Howe               | 12 octombrie 1935      | 7        | West Bromwich     |
| 3   | F    | Tommy Banks            | 10 noiembrie 1929      | 1        | Bolton            |
| 4   | M    | Eddie Clamp            | 14 septembrie 1934     | 1        | Wolves            |
| 5   | M    | Billy Wright (căpitan) | 6 februarie 1924       | 92       | Wolves            |
| 6   | M    | Bill Slater            | 29 aprilie 1927        | 6        | Wolves            |
| 7   | A    | Bryan Douglas          | 27 mai 1934            | 7        | Blackburn Rovers  |
| 8   | A    | Bobby Robson           | 18 februarie 1933      | 2        | West Bromwich     |
| 9   | A    | Derek Kevan            | 6 martie 1935          | 7        | West Bromwich     |
| 10  | A    | Johnny Haynes          | 17 octombrie 1934      | 20       | Fulham            |
| 11  | A    | Tom Finney             | 5 aprilie 1922         | 73       | Preston           |
| 12  | P    | Eddie Hopkinson        | 29 octombrie 1935      | 6        | Bolton            |
| 13  | P    | Alan Hodgkinson*       | 16 august 1936         | 4        | Sheffield United  |
| 14  | F    | Peter Sillett          | 1 februarie 1933       | 3        | Chelsea           |
| 15  | F    | Ronnie Clayton         | 5 august 1934          | 20       | Blackburn Rovers  |
| 16  | F    | Maurice Norman         | 8 mai 1934             | 0        | Tottenham         |
| 17  | A    | Peter Brabrook         | 8 noiembrie 1937       | 0        | Chelsea           |
| 18  | A    | Peter Broadbent        | 15 mai 1933            | 0        | Wolves            |
| 19  | A    | Bobby Smith            | 22 februarie 1933      | 0        | Tottenham         |
| 20  | M    | Bobby Charlton         | 11 octombrie 1937      | 3        | Manchester United |
| 21  | A    | Alan A'Court           | 30 septembrie 1934     | 1        | Liverpool         |
| 22  | A    | Maurice Setters*       | 16 decembrie 1936      | 0        | West Bromwich     |

- Unele surse indică faptul că Anglia a luat convocat numai 20 de jucători pentru CM 1958, iar lista convocărilor nu îi includea pe Alan Hodgkinson sau Maurice Setters. Alte surse, inclusiv statisticile oficiale ale FIFA în legătură cu Campionatul Mondial, arată că pe listă se numărau 22 de jucători, inclusiv Hodgkinson și Setters. Se crede că cei doi jucători au fost într-adevăr incluși pe listă dar nu au făcut deplasarea cu lotul.[2]

### Austria
Antrenor principal: Karl Argauer
| Nr. | Poz. | Jucător                   | Data nașterii (vârsta) | Selecții | Club              |
| --- | ---- | ------------------------- | ---------------------- | -------- | ----------------- |
| 1   | P    | Rudolf Szanwald           | 6 iulie 1931           | 2        | Wiener SC         |
| 2   | F    | Paul Halla                | 10 aprilie 1931        | 20       | Rapid Viena       |
| 3   | F    | Ernst Happel              | 29 noiembrie 1925      | 47       | Rapid Viena       |
| 4   | F    | Franz Swoboda             | 15 februarie 1933      | 13       | Austria Viena     |
| 5   | F    | Gerhard Hanappi (căpitan) | 9 iulie 1929           | 67       | Rapid Viena       |
| 6   | M    | Karl Koller               | 8 februarie 1929       | 38       | First Vienna      |
| 7   | A    | Walter Horak              | 1 iunie 1931           | 2        | Wiener SC         |
| 8   | A    | Paul Kozlicek             | 22 iulie 1937          | 5        | Admira Wacker     |
| 9   | A    | Hans Buzek                | 22 mai 1938            | 10       | First Vienna      |
| 10  | A    | Alfred Körner             | 14 februarie 1926      |          | Rapid Viena       |
| 11  | A    | Helmut Senekowitsch       | 22 octombrie 1933      | 4        | Sturm Graz        |
| 12  | P    | Kurt Schmied              | 14 iunie 1926          | 23       | First Vienna      |
| 13  | A    | Walter Schleger           | 19 septembrie 1929     | 17       | Austria Viena     |
| 14  | A    | Josef Hamerl              | 22 ianuarie 1931       | 2        | Wiener SC         |
| 15  | F    | Walter Kollmann           | 17 iunie 1932          | 14       | Admira Wacker     |
| 16  | M    | Karl Stotz                | 27 martie 1927         | 19       | Austria Viena     |
| 17  | M    | Ernst Kozlicek            | 27 ianuarie 1931       | 7        | Admira Wacker     |
| 18  | F    | Leopold Barschandt        | 12 august 1925         | 20       | Wiener SC         |
| 19  | A    | Robert Dienst             | 1 martie 1928          | 26       | Rapid Viena       |
| 20  | A    | Herbert Ninaus            | 31 martie 1937         | 0        | Grazer AK         |
| 21  | M    | Ignaz Puschnik            | 5 februarie 1934       | 1        | KSV 1919          |
| 22  | P    | Bruno Engelmeier          | 5 septembrie 1927      | 7        | 1. Simmeringer SC |